# Nicolas Cage
Nicolas Cage, pseudonimo di Nicolas Kim Coppola (Long Beach, 7 gennaio 1964), è un attore e produttore cinematografico statunitense.
Cage è apparso in oltre cento film, tra cui Face/Off - Due facce di un assassino (1997), The Family Man (2000), Fuori in 60 secondi (2000), Il mandolino del capitano Corelli (2001), Il mistero dei Templari - National Treasure (2004), Ghost Rider (2007), Il cattivo tenente - Ultima chiamata New Orleans (2009), Ghost Rider - Spirito di vendetta (2012). All'età di trentadue anni è diventato il quinto attore più giovane di sempre a vincere il Premio Oscar come miglior attore per la sua interpretazione in Via da Las Vegas (1995). In un'occasione è passato dietro la macchina da presa, dirigendo Sonny (2002).

## Biografia
Nicolas è nato a Long Beach, in California, il 7 gennaio 1964.
Figlio del professore August Coppola, docente di letteratura comparata a sua volta fratello del regista Francis Ford Coppola, e della ballerina e coreografa Joy Vogelsang. Proviene da una famiglia italiana che ha radici in Basilicata ed esattamente fra i comuni materani di Bernalda e Tricarico. Al divorzio dei genitori Nicolas, all'epoca 12enne, è stato affidato al padre. Per evitare sospetti di possibili favoritismi in quanto nipote di Coppola, Nicolas all'inizio della sua carriera ha cambiato il suo cognome in Cage, ispirato in parte dal supereroe Marvel Comics Luke Cage.

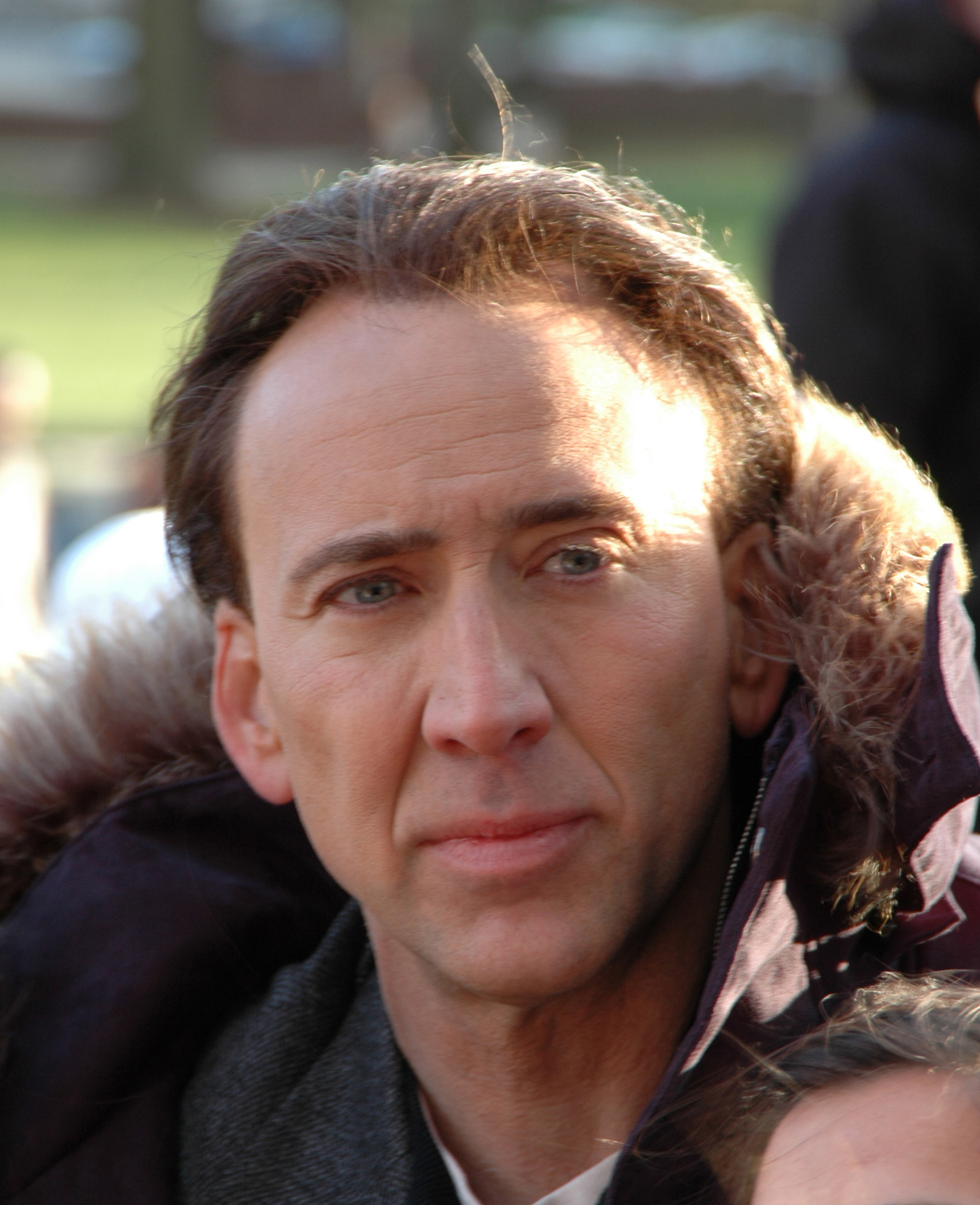
Nicolas Cage nel 2007

Il suo primo ruolo di spicco è in Rusty il selvaggio (1983), diretto proprio dallo zio Francis Ford Coppola. Nel 1984 è il protagonista, insieme a Matthew Modine, del poetico Birdy - Le ali della libertà, di Alan Parker, e di In gara con la luna, con Sean Penn ed Elizabeth McGovern, e nel 1987 recita accanto a Cher in Stregata dalla luna (che gli frutta una candidatura al Golden Globe), quindi appare in Cuore selvaggio (1990) di David Lynch, film che vince la Palma d'oro al Festival di Cannes, in cui Cage recita al fianco di Laura Dern. Nel 1989 partecipa ai film Stress da vampiro di Robert Bierman e Tempo di uccidere di Giuliano Montaldo.

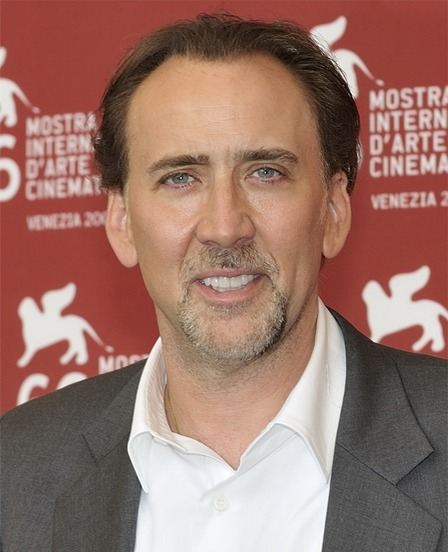
Nicolas Cage al Festival del cinema di Venezia nel 2009

Nel 1995 gira il film Via da Las Vegas, che lo ha portato a vincere il Premio Oscar, ma ha dichiarato di non essere stato mai pagato per aver girato tale pellicola. Grazie al successo di Via da Las Vegas, nel corso degli anni 1990 viene scelto per girare diversi film d'azione di successo, come The Rock (1996) con Sean Connery e Ed Harris, Con Air (1997), con John Malkovich e John Cusack 
(entrambi prodotti da Jerry Bruckheimer) e Face/Off - Due facce di un assassino (1997), con John Travolta; inoltre lavora, tra gli altri, anche con Martin Scorsese nel film drammatico Al di là della vita (1999), e con Brian De Palma nel film Omicidio in diretta (1998). Tra le pellicole girate nei primi anni duemila figurano: Il ladro di orchidee (2002) di Spike Jonze, nel quale interpreta lo sceneggiatore Charlie Kaufman (interpretazione che farà ottenere all'attore un'altra nomination agli Oscar, senza tuttavia vincerlo questa volta, e ai Golden Globe); Il genio della truffa (2003) di Ridley Scott; Il mistero dei Templari - National Treasure (2004; produzione Bruckheimer e Disney); Lord of War (2005), dove interpreta un trafficante d'armi e World Trade Center (2006), basato sui drammatici eventi dell'11 settembre 2001. Nel 2002, inoltre, esordisce come regista, dirigendo il film Sonny, con protagonista James Franco, che però riceve critiche poco lusinghiere.
Nel 2007 entra a far parte dell'universo Marvel, interpretando la parte di Johnny Blaze/Ghost Rider nel film Ghost Rider, che ottiene buoni incassi, ma critiche poco favorevoli. Inoltre, nello stesso anno ottiene la candidatura al Razzie Awards per la peggiore interpretazione dell'anno in Il prescelto, per poi ottenerne un'altra l'anno dopo per le sue interpretazioni nei film Il mistero delle pagine perdute, Ghost Rider e Next. Nel 2009 recita nel film Segnali dal futuro che ottiene ottimi incassi in tutto il mondo e successivamente prende parte alle riprese del film Il cattivo tenente - Ultima chiamata New Orleans con il quale ottiene il suo secondo Toronto Film Critic Award, come migliore interpretazione maschile. Nel 2010 recita in ben quattro film, che arrivano in Italia solo nel 2011, tra cui Trespass di Joel Schumacher, regista che lo aveva già diretto nel fortunatissimo thriller 8mm - Delitto a luci rosse (1999). Nel 2012 è uscito il sequel di Ghost Rider, intitolato Ghost Rider - Spirito di vendetta.
Successivamente Cage prende parte a diversi film, tra cui il film d'animazione I Croods, dove doppia il personaggio di Grug, che ottiene ottimi incassi e buone critiche. Altri invece non hanno avuto successo al botteghino, come Il cacciatore di donne e Joe, ma la performance di Cage è stata comunque apprezzata. Tra il 2014 e il 2017 l’attore ha partecipato a film stroncati sia da critica che da pubblico come Left Behind - La profezia, Pay the Ghost - Il male cammina tra noi, USS Indianapolis e Cane mangia cane.
Nel 2018 ottiene la parte del protagonista nel revenge movie Mandy, che lo fa tornare nei favori della critica, con un'interpretazione che viene particolarmente lodata. Nello stesso anno doppia il personaggio di Spider-Man Noir in Spider-Man - Un nuovo universo, film che viene lodato dalla critica.
Nel 2020 torna a doppiare Grug ne I Croods 2 - Una nuova era, mentre l'anno dopo esce il film Pig - Il piano di Rob, prodotto, oltre che interpretato, da Cage stesso, che ottiene ottime critiche e viene considerato dallo stesso attore il suo film preferito. Particolarmente apprezzate sono state poi anche l’interpretazione di una versione romanzata di sé stesso nel film Il talento di Mr. C del 2022 e quella di un professore in Dream Scenario - Hai mai sognato quest'uomo? del 2023; quest’ultima in particolare gli frutterà, dopo più di 20 anni dall’ultima, un'altra nomination ai Golden Globe.. Sempre nel 2023 porta sul grande schermo una nuova versione di Dracula nel film Renfield, che fa vincere a Cage il Saturn Award come miglior attore non protagonista.

## Vita privata
Il 26 dicembre 1990 nasce il suo primo figlio, Weston Cage, nato da una relazione con la modella Christina Fulton. Nel 1995 si sposa con Patricia Arquette, con la quale recita nel 1999 in Al di là della vita e da cui divorzia nel 2000. Nel 2002 sposa Lisa Marie Presley, figlia del celebre cantante Elvis Presley e dell'attrice Priscilla Presley, ma i due si lasciano già dopo un mese e mezzo di matrimonio, per poi divorziare nel 2004. Sempre nel 2004, due mesi dopo il divorzio dalla Presley, convola a nozze con la cameriera asiatica Alice Kim, dalla quale ha il suo secondo figlio, Kal-el (2005), e dalla quale si separa nel gennaio 2016. In seguito ha una relazione anche con la modella Kristen Zang.
Il 1º luglio 2014, a 50 anni, diventa nonno di Lucian August, figlio di Weston. Nel 2015, complici precedenti problemi economici, si ritrova a dover saldare 96 milioni di dollari al fisco statunitense.
Nel 2018 sposa la makeup artist Erika Koike, chiedendo però l'annullamento delle nozze appena quattro giorni dopo.
Il 16 febbraio 2021 si sposa per la quinta volta con la ventiseienne Riko Shibata. Da questa unione, nel settembre 2022, nasce la figlia August Francesca Coppola Cage.
Si stima che Nicolas Cage abbia speso oltre 150 milioni di dollari in acquisti eccentrici: 15 case (tra cui dimore a Las Vegas, Aspen, Venice Beach, Newport, New York), la LaLaurie Mansion appartenuta alla serial killer Delphine LaLaurie, una tomba a forma di piramide alta tre metri, una Lamborghini Miura appartenuta allo scià di Persia, un teschio di Tarbosaurus bataar (poi restituito al governo di Mongolia poiché risultante ivi rubato); un coccodrillo, uno squalo, due cobra albini.

## Filmografia

### Attore

#### Cinema
- Fuori di testa (Fast Times at Ridgemont High), regia di Amy Heckerling (1982) - accreditato come Nicolas Coppola
- La ragazza di San Diego (Valley Girl), regia di Martha Coolidge (1983)
- Rusty il selvaggio (Rumble Fish), regia di Francis Ford Coppola (1983)
- In gara con la luna (Racing with the Moon), regia di Richard Benjamin (1984)
- Cotton Club (The Cotton Club), regia di Francis Ford Coppola (1984)
- Birdy - Le ali della libertà (Birdy), regia di Alan Parker (1984)
- Nato per vincere (The Boy in Blue), regia di Charles Jarrott (1986)
- Peggy Sue si è sposata (Peggy Sue Got Married), regia di Francis Ford Coppola (1986)
- Arizona Junior (Raising Arizona), regia di Joel ed Ethan Coen (1987)
- Stregata dalla luna (Moonstruck), regia di Norman Jewison (1987)
- Passioni in comune (Never on Tuesday), regia di Adam Rifkin (1988) - non accreditato
- Stress da vampiro (Vampire's Kiss), regia di Robert Bierman (1989)
- Tempo di uccidere, regia di Giuliano Montaldo (1989)
- Apache - Pioggia di fuoco (Fire Birds), regia di David Green (1990)
- Cuore selvaggio (Wild at Heart), regia di David Lynch (1990)
- Zandalee, regia di Sam Pillsbury (1991)
- Red Rock West, regia di John Dahl (1992)
- Mi gioco la moglie... a Las Vegas (Honeymoon in Vegas), regia di Andrew Bergman (1992)
- L'ultimo inganno (Deadfall), regia di Christopher Coppola (1993)
- Amos & Andrew, regia di E. Max Frye (1993)
- Cara, insopportabile Tess (Guarding Tess), regia di Hugh Wilson (1994)
- Può succedere anche a te (It Could Happen to You), regia di Andrew Bergman (1994)
- Bufera in Paradiso (Trapped in Paradise), regia di George Gallo (1994)
- Il bacio della morte (Kiss of Death), regia di Barbet Schroeder (1995)
- Via da Las Vegas (Leaving Las Vegas), regia di Mike Figgis (1995)
- The Rock, regia di Michael Bay (1996)
- Con Air, regia di Simon West (1997)
- Face/Off - Due facce di un assassino (Face/Off), regia di John Woo (1997)
- City of Angels - La città degli angeli (City of Angels), regia di Brad Silberling (1998)
- Omicidio in diretta (Snake Eyes), regia di Brian De Palma (1998)
- 8mm - Delitto a luci rosse (8mm), regia di Joel Schumacher (1999)
- Al di là della vita (Bringing Out the Dead), regia di Martin Scorsese (1999)
- Fuori in 60 secondi (Gone in Sixty Seconds), regia di Dominic Sena (2000)
- The Family Man, regia di Brett Ratner (2000)
- Il mandolino del capitano Corelli (Captain Corelli's Mandolin), regia di John Madden (2001)
- Windtalkers, regia di John Woo (2001)
- Sonny, regia di Nicolas Cage (2002)
- Il ladro di orchidee (Adaptation), regia di Spike Jonze (2002)
- Il genio della truffa (Matchstick Men), regia di Ridley Scott (2003)
- Il mistero dei Templari - National Treasure (National Treasure), regia di Jon Turteltaub (2004)
- Lord of War, regia di Andrew Niccol (2005)
- The Weather Man - L'uomo delle previsioni (The Weather Man), regia di Gore Verbinski (2005)
- World Trade Center, regia di Oliver Stone (2006)
- Il prescelto (The Wicker Man), regia di Neil LaBute (2006)
- Ghost Rider, regia di Mark Steven Johnson (2007)
- Werewolf Women of the SS, episodio di Grindhouse, regia di Rob Zombie (2007)
- Il mistero delle pagine perdute (National Treasure: Book of Secrets), regia di Jon Turteltaub (2007)
- Next, regia di Lee Tamahori (2007)
- Bangkok Dangerous - Il codice dell'assassino (Bangkok Dangerous), regia dei fratelli Pang (2008)
- Segnali dal futuro (Knowing), regia di Alex Proyas (2009)
- Il cattivo tenente - Ultima chiamata New Orleans (Bad Lieutenant: Port of Call New Orleans), regia di Werner Herzog (2009)
- L'apprendista stregone (The Sorcerer's Apprentice), regia di Jon Turteltaub (2010)
- Kick-Ass, regia di Matthew Vaughn (2010)
- Drive Angry, regia di Patrick Lussier (2011)
- L'ultimo dei Templari (Season of the Witch), regia di Dominic Sena (2011)
- Trespass, regia di Joel Schumacher (2011)
- Solo per vendetta (Seeking Justice), regia di Roger Donaldson (2011)
- Ghost Rider - Spirito di vendetta (Ghost Rider: Spirit of Vengeance), regia di Mark Neveldine e Brian Taylor (2012)
- Stolen, regia di Simon West (2012)
- Il cacciatore di donne (The Frozen Ground), regia di Scott Walker (2013)
- Joe, regia di David Gordon Green (2013)
- Tokarev (Rage), regia di Paco Cabezas (2014)
- Left Behind - La profezia (Left Behind), regia di Vic Armstrong (2014)
- Il nemico invisibile (Dying of the Light) (Dark), regia di Paul Schrader (2014)
- Outcast - L'ultimo templare (Outcast), regia di Nick Powell (2014)
- The Runner, regia di Austin Stark (2015)
- Pay the Ghost - Il male cammina tra noi (Pay the Ghost), regia di Uli Edel (2015)
- The Death of "Superman Lives": What Happened?, regia di John Schnepp – documentario (2015)
- Snowden, regia di Oliver Stone (2016)
- I corrotti - The Trust (The Trust), regia di Alex e Benjamin Brewer (2016)
- USS Indianapolis (USS Indianapolis: Men of Courage), regia di Mario Van Peebles (2016)
- Cane mangia cane (Dog Eat Dog), regia di Paul Schrader (2016)
- Arsenal, regia di Steven C. Miller (2016)
- Io, Dio e Bin Laden (Army of One), regia di Larry Charles (2016)
- Vendetta - Una storia d'amore (Vengeance: A Love Story), regia di Johnny Martin (2017)
- Inconceivable, regia di Jonathan Baker (2017)
- 2030 - Fuga per il futuro (The Humanity Bureau), regia di Rob W. King (2017)
- Mom and Dad, regia di Brian Taylor (2017)
- Looking Glass - Oltre lo specchio, regia di Tim Hunter (2018)
- 211 - Rapina in corso (211), regia di York Shackleton (2018)
- Mandy, regia di Panos Cosmatos (2018)
- Between Worlds - Vite parallele (Between Worlds), regia di Maria Pulera (2018)
- Un conto da regolare (A Score to Settle), regia di Shawn Ku (2019)
- Running with the Devil - La legge del cartello (Running with the Devil), regia di Jason Cabell (2019)
- Il colore venuto dallo spazio (Color Out of Space), regia di Richard Stanley (2019)
- Primal - Istinto animale (Primal), regia di Nick Powell (2019)
- Grand Isle, regia di Steven S. Campanelli (2019)
- Kill Chain - Uccisioni a catena (Kill Chain), regia di Ken Sanzel (2019)
- Jiu Jitsu, regia di Dimitri Logothetis (2020)
- Prisoners of the Ghostland, regia di Sion Sono (2021)
- Willy's Wonderland, regia di Kevin Lewis (2021)
- Pig - Il piano di Rob (Pig), regia di Michael Sarnoski (2021)
- Il talento di Mr. C (The Unbearable Weight of Massive Talent), regia di Tom Gormican (2022)
- Butcher's Crossing, regia di Gabe Polsky (2022)
- The Old Way, regia di Brett Donowho (2023)
- Renfield, regia di Chris McKay (2023)
- The Flash, regia di Andy Muschietti (2023) - cameo non accreditato
- Dream Scenario - Hai mai sognato quest'uomo? (Dream Scenario), regia di Kristoffer Borgli (2023)
- Mio padre è un sicario (The Retirement Plan), regia di Tim Brown (2023)
- Sympathy for the Devil, regia di Yuval Adler (2023)
- Longlegs, regia di Oz Perkins (2024)
- Arcadian, regia di Ben Brewer (2024)
- The Surfer, regia di Lorcan Finnegan (2024)

#### Televisione
- The Best of Times, regia di Don Mischer – film TV (1981)
- Industrial Symphony No. 1: The Dream of the Brokenhearted, regia di David Lynch – film TV (1990)
- Storia delle parolacce (History of Swear Words) – programma TV, 6 puntate (2021)

### Doppiatore
- Canto di Natale - Il film (Christmas Carol: The Movie), regia di Jimmy T. Murakami (2001)
- Ant Bully - Una vita da formica (The Ant Bully), regia di John A. Davis (2006)
- G-Force - Superspie in missione (G-Force), regia di Hoyt Yeatman (2009)
- Astro Boy, regia di David Bowers (2009)
- I Croods (The Croods), regia di Kirk DeMicco e Chris Sanders (2013)
- Teen Titans Go! - Il film (Teen Titans Go! to the Movies), regia di Aaron Horvath e Peter Rida Michail (2018)
- Spider-Man - Un nuovo universo (Spider-Man: Into the Spider-Verse), regia di Bob Persichetti, Peter Ramsey e Rodney Rothman (2018)
- I Croods 2 - Una nuova era (The Croods: A New Age), regia di Joel Crawford (2020)
- Dead by Daylight - videogioco (2023)

### Produttore
- L'ombra del vampiro (Shadow of the Vampire), regia di E. Elias Merhige (2000)
- Sonny, regia di Nicolas Cage (2002)
- The Life of David Gale, regia di Alan Parker (2003)
- Lord of War, regia di Andrew Niccol (2005)
- Il prescelto (The Wicker Man), regia di Neil LaBute (2006)
- The Dresden Files, serie televisiva (2007) - produttore esecutivo
- Next, regia di Lee Tamahori (2007)
- Bangkok Dangerous - Il codice dell'assassino (Bangkok Dangerous), regia dei fratelli Pang (2008)
- Il cattivo tenente - Ultima chiamata New Orleans (Bad Lieutenant: Port of Call New Orleans), regia di Werner Herzog (2009)
- L'apprendista stregone (The Sorcerer's Apprentice), regia di Jon Turteltaub (2010)
- Una bugia di troppo (A Thousand Words), regia di Brian Robbins (2012)
- Can't Stand Losing You: Surviving the Police, regia di Andy Grieve e Lauren Lazin – documentario (2012)
- Vendetta - Una storia d'amore (Vengeance: A Love Story), regia di Johnny Martin (2017)
- Un conto da regolare (A Score to Settle), regia di Shawn Ku (2019)
- Willy's Wonderland, regia di Kevin Lewis (2021)
- Pig - Il piano di Rob (Pig), regia di Michael Sarnoski (2021)
- Il talento di Mr. C (The Unbearable Weight of Massive Talent), regia di Tom Gormican (2022)
- Dream Scenario - Hai mai sognato quest'uomo? (Dream Scenario), regia di Kristoffer Borgli (2023)
- Longlegs, regia di Oz Perkins (2024)

### Regista
- Sonny (2002)

## Riconoscimenti

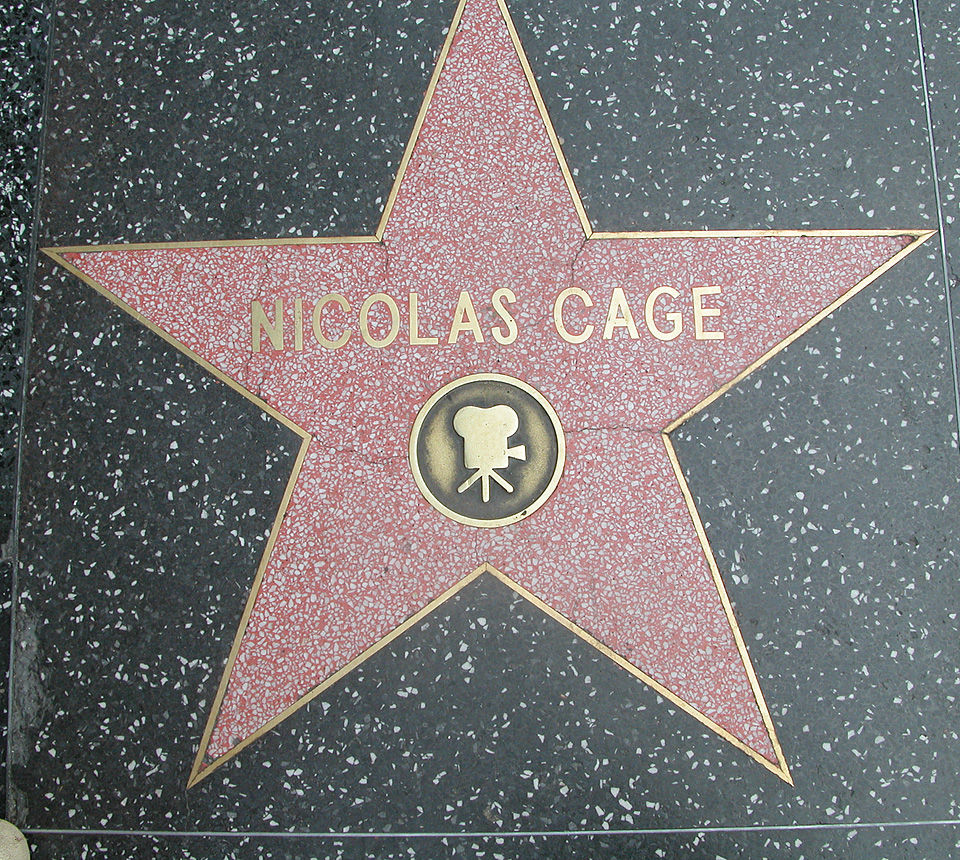
Stella di Nicolas Cage sulla Hollywood Walk of Fame, Los Angeles (California)

Nicolas Cage ha ottenuto due candidature agli Oscar come migliore attore protagonista: per i film Via da Las Vegas, che gli valse la statuetta, e per Il ladro di orchidee.
Ha ottenuto cinque candidature ai Golden Globe, una (poi vinta) come miglior attore in un film drammatico per Via da Las Vegas e quattro come miglior attore in un film commedia o musicale per Stregata dalla luna, Mi gioco la moglie... a Las Vegas, Il ladro di orchidee e Dream Scenario - Hai mai sognato quest'uomo?. Via da Las Vegas gli valse il Chicago Film Critics Association Award al miglior attore protagonista, il National Board of Review al miglior attore, il Screen Actors Guild Award al miglior attore, la conchiglia d'argento al festival internazionale del cinema di San Sebastián. Ha poi vinto anche il Toronto Film Critic Award per la miglior interpretazione maschile nei film Il ladro di orchidee e Il cattivo tenente - Ultima chiamata New Orleans.
Cage ha ottenuto anche quattro candidature ai Saturn Award, una come migliore prova maschile nel film Face/Off - Due facce di un assassino nel 1998, una come miglior attore non protagonista per Renfield nel 2024, una come miglior attore per Dream Scenario - Hai mai sognato quest'uomo? nel 2025 (vincendo in queste ultime due occasioni) e, sempre nel 2025, una come miglior attore non protagonista per Longlegs. Due sono state poi le candidature al BAFTA, entrambe come migliore attore protagonista nei film Via da Las Vegas e Il ladro di orchidee.
Diverse sono state poi le candidature ai Razzie Awards, ottenute tra il 2007 e il 2022 per un totale di undici film. 
- Premio Oscar
  - 1996 - Oscar al miglior attore per Via da Las Vegas
  - 2003 - Candidatura per il miglior attore per Il ladro di orchidee
- Golden Globe
  - 1988 - Candidatura al miglior attore in un film commedia o musicale per Stregata dalla luna
  - 1993 - Candidatura al miglior attore in un film commedia o musicale per Mi gioco la moglie... a Las Vegas
  - 1996 - Miglior attore in un film drammatico per Via da Las Vegas
  - 2003 - Candidatura al miglior attore in un film commedia o musicale per Il ladro di orchidee
  - 2024 - Candidatura al miglior attore in un film commedia o musicale per Dream Scenario - Hai mai sognato quest'uomo?
- Premio BAFTA
  - 1996 - Candidatura al miglior attore protagonista per Via da Las Vegas
  - 2003 - Candidatura al miglior attore protagonista per Il ladro di orchidee
- Saturn Award
  - 1998 - Candidatura per il miglior attore per Face/Off - Due facce di un assassino
  - 2024 - Miglior attore non protagonista per Renfield
  - 2025 - Miglior attore per Dream Scenario - Hai mai sognato?
  - 2025 - Candidatura al miglior attore non protagonista per Longlegs
- Screen Actors Guild Award
  - 1996 - Miglior attore cinematografico per Via da Las Vegas
  - 2003 - Candidatura al miglior attore cinematografico per Il ladro di orchidee
  - 2003 - Candidatura al miglior cast cinematografico per Il ladro di orchidee
- MTV Movie Awards
  - 1997 - Miglior coppia (condiviso con Sean Connery) per The Rock
  - 1998 - Candidatura al miglior cattivo (condiviso con John Travolta) per Face/Off - Due facce di un assassino
  - 1998 - Candidatura alla miglior performance maschile per Face/Off - Due facce di un assassino
  - 1998 - Miglior coppia (condiviso con John Travolta) per Face/Off - Due facce di un assassino
  - 1999 - Candidatura alla miglior coppia (condiviso con Meg Ryan) per City of Angels - La città degli angeli
- Satellite Award
  - 2003 - Candidatura al miglior attore in un film commedia o musicale per Il ladro di orchidee
- Razzie Awards
  - 2007 - Candidatura al peggior attore protagonista per Il prescelto
  - 2007 - Candidatura alla peggior coppia (condiviso con "il suo costume da orso") per Il prescelto
  - 2008 - Candidatura al peggior attore protagonista per Ghost Rider, Il mistero delle pagine perdute e Next
  - 2012 - Candidatura alla peggior coppia (condiviso con chiunque abbia condiviso con lui il set in uno dei suoi tre film del 2011) per Drive Angry, L'ultimo dei Templari e Trespass
  - 2012 - Candidatura al peggior attore protagonista per Drive Angry, L'ultimo dei Templari e Trespass
  - 2013 - Candidatura al peggior attore protagonista per Ghost Rider - Spirito di vendetta e Solo per vendetta
  - 2015 - Candidatura al peggior attore protagonista per Left Behind - La profezia
  - 2022 - Candidatura al Razzie Redeemer Award per Pig - Il piano di Rob

### Altri riconoscimenti
- 1999 - Blockbuster Entertainment Awards per il miglior attore in un film drammatico/romantico per City of Angels - La città degli angeli

## Doppiatori italiani
Nelle versioni in italiano delle opere in cui ha recitato, Nicolas Cage è stato doppiato da:
- Pasquale Anselmo in The Rock, Con Air, Face/Off - Due facce di un assassino, Omicidio in diretta, Al di là della vita, Fuori in 60 secondi, The Family Man, Il mandolino del capitano Corelli, Windtalkers, Sonny, Il genio della truffa, Il mistero dei Templari - National Treasure, Lord of War, The Weather Man - L'uomo delle previsioni, World Trade Center, Il prescelto, Il mistero delle pagine perdute, Next, Bangkok Dangerous - Il codice dell'assassino, Segnali dal futuro, Il cattivo tenente - Ultima chiamata New Orleans, L'apprendista stregone, Drive Angry, L'ultimo dei Templari, Trespass, Solo per vendetta, Ghost Rider - Spirito di vendetta, Stolen, Il cacciatore di donne, Joe, Left Behind - La profezia, Il nemico invisibile, Outcast - L'ultimo templare, Pay The Ghost - Il male cammina tra noi, Snowden, I corrotti - The Trust, USS Indianapolis, Cane mangia cane, Arsenal, Inconceivable, 2030 - Fuga per il futuro, Mom and Dad, Looking Glass, 211 - Rapina in corso, Mandy, Un conto da regolare, Running with the Devil - La legge del cartello, Il colore venuto dallo spazio, Jiu Jitsu, Prisoners of the Ghostland, Pig - Il piano di Rob, Il talento di Mr. C, Butcher's Crossing, The Old Way, Renfield, Dream Scenario - Hai mai sognato quest'uomo?, Longlegs
- Sandro Acerbo in Peggy Sue si è sposata, Mi gioco la moglie... a Las Vegas, Cara, insopportabile Tess, Può succedere anche a te, 8mm - Delitto a luci rosse, Il ladro di orchidee, Ghost Rider, Kick-Ass
- Massimo Lodolo in Cuore selvaggio, Tokarev, Vendetta - Una storia d'amore, Mio padre è un sicario
- Tony Sansone in Cuore selvaggio (ridoppiaggio), The Runner, Kill Chain - Uccisioni a catena, Grand Isle
- Alberto Bognanni in Primal, Between Worlds - Vite parallele, Arcadian
- Tonino Accolla in Bufera in Paradiso, Il bacio della morte
- Stefano De Sando in Arizona Junior, Red Rock West
- Francesco Prando in Birdy - Le ali della libertà, City of Angels - La città degli angeli
- Teo Bellia in Stregata dalla luna, Pay the Ghost - Il male cammina tra noi (ridoppiaggio)
- Gianni Williams in In gara con la luna
- Loris Loddi in Stress da vampiro
- Luca Ward in Apache - Pioggia di fuoco
- Paolo Maria Scalondro in Zandalee
- Claudio Sorrentino in Tempo di uccidere
- Stefano Mondini in L'ultimo inganno
- Oreste Baldini in Amos & Andrew
- Marco Guadagno in Fuori di testa
- Gianni Bersanetti in Rusty il selvaggio
- Claudio De Angelis in Cotton Club
- Massimo Ghini in Via da Las Vegas
- Franco Mannella in Io, Dio e Bin Laden

Da doppiatore è sostituito da:
- Pasquale Anselmo in Astro Boy, Spider-Man - Un nuovo universo
- Francesco Pannofino ne I Croods, I Croods 2 - Una nuova era
- Christian Iansante in Ant Bully - Una vita da formica
- Fabio Troiano in G-Force - Superspie in missione
- Stefano Alessandroni in Teen Titans Go! Il film